# Breeders' Cup Mile
Groupe 1
La Breeders’ Cup Mile est l'une des épreuves de la Breeders' Cup. Dotée de 2 000 000 $, elle est ouverte aux mâles et femelles de 3 ans et plus, et se déroule sur la distance de 1 600 m sur le gazon.

## Records
- Chevaux : 
  - 3 victoires – Goldikova (2008, 2009, 2010)
  - 2 victoires – Miesque (1987, 1988), Lure (1992, 1993), Da Hoss (1996, 1998), Wise Dan (2012, 2013)
- Jockeys
  - 3 victoires – John R. Velazquez : Da Hoss (1998), Wise Dan (2012), World Approval (2017)
  - 3 victoires – Olivier Peslier : Goldikova (2008, 2009, 2010)
  - 3 victoires – William Buick : Space Blues (2021), Modern Games (2022), Master of The Seas (2023)
- Entraîneurs
  - 3 victoires – Freddy Head : Goldikova (2008, 2009, 2010)
  - 3 victoires – Charlie Appleby : Space Blues (2021), Modern Games (2022), Master of The Seas (2023)
- Propriétaire
  - 6 victoires – Écurie Niarchos (Flaxman Holdings) : Miesque (1987, 1988), Spinning World (1997), Domedriver (2002), SIx Perfections (2003), Karakontie (2014)

## Palmarès
| Année | Hippodrome         | Vainqueur          | S/A | Pays        | Père            | Jockey                | Entraîneur         | Propriétaire                    | Deuxième           | Troisième         | Temps   |
| ----- | ------------------ | ------------------ | --- | ----------- | --------------- | --------------------- | ------------------ | ------------------------------- | ------------------ | ----------------- | ------- |
| 2024  | Del Mar            | More Than Looks    | M.4 | États-Unis  | More Than Ready | Jose L. Ortiz         | Cherie DeVaux      | Victory Racing Partners         | Johannes           | Notable Speech    | 1'32"65 |
| 2023  | Santa Anita Park   | Master of The Seas | H.5 | Royaume-Uni | Dubawi          | William Buick         | Charlie Appleby    | Godolphin                       | Maawj              | Casa Creed        | 1'32"45 |
| 2022  | Keeneland          | Modern Games       | M.3 | Royaume-Uni | Dubawi          | William Buick         | Charlie Appleby    | Godolphin                       | Shirl's Speight    | Kinross           | 1'33"96 |
| 2021  | Del Mar            | Space Blues        | M.5 | Royaume-Uni | Dubawi          | William Buick         | Charlie Appleby    | Godolphin                       | Smooth Like Strait | Ivar              | 1'34"01 |
| 2020  | Keeneland          | Order of Australia | M.3 | Irlande     | Australia       | Pierre-Charles Boudot | Aidan O'Brien      | Smith, Magnier & Tabor          | Circus Maximus     | Lope Y Fernandez  | 1'33"73 |
| 2019  | Santa Anita Park   | Uni                | F.5 | France      | More Than Ready | Joel Rosario          | Chad Brown         | Head of Plains Partners & Co    | Got Stormy         | Without Parole    | 1'32"45 |
| 2018  | Churchill Downs    | Expert Eye         | M.3 | Royaume-Uni | Acclamation     | Frankie Dettori       | Sir Michael Stoute | Khalid Abdullah                 | Catapultis         | Analyse It        | 1'39"80 |
| 2017  | Del Mar            | World Approval     | H.5 | États-Unis  | Northern Afleet | John R. Velazquez     | Mark Casse         | Live Oak Plantation             | Lancaster Bomber   | Blackjackcat      | 1'34"55 |
| 2016  | Santa Anita Park   | Tourist            | M.5 | États-Unis  | Tiznow          | Joel Rosario          | Bill Mott          | G. Barber & WinStar Farm LLC    | Tepin              | Midnight Storm    | 1'31"71 |
| 2015  | Keeneland          | Tepin              | F.4 | États-Unis  | Bernstein       | Julien Leparoux       | Mark Casse         | R.-E. Masterson                 | Mondialiste        | Grand Arch        | 1'36"69 |
| 2014  | Santa Anita Park   | Karakontie         | M.3 | France      | Bernstein       | Stéphane Pasquier     | Jonathan Pease     | Flaxman Holdings                | Anodin             | Trade Storm       | 1'32"88 |
| 2013  | Santa Anita Park   | Wise Dan           | H.6 | États-Unis  | Wiseman's Ferry | Jose Lezcano          | Charlie Lopresti   | Morton Fink                     | Za Approval        | Silentio          | 1'32"47 |
| 2012  | Santa Anita Park   | Wise Dan           | H.5 | États-Unis  | Wiseman's Ferry | John R. Velazquez     | Charlie Lopresti   | Morton Fink                     | Animal Kingdom     | Obviously         | 1'31"78 |
| 2011  | Churchill Downs    | Court Vision       | M.6 | États-Unis  | Gulch           | Robby Albarado        | Dale Romans        | Spendthrift Farm Llc            | Turallure          | Goldikova         | 1'37"05 |
| 2010  | Churchill Downs    | Goldikova          | F.5 | France      | Anabaa          | Olivier Peslier       | Freddy Head        | Wertheimer & Frère              | Gio Ponti          | The Usual Q.T.    | 1'35"16 |
| 2009  | Santa Anita Park   | Goldikova          | F.4 | France      | Anabaa          | Olivier Peslier       | Freddy Head        | Wertheimer & Frère              | Courageous Cat     | Justenuffhumor    | 1'32"26 |
| 2008  | Santa Anita Park   | Goldikova          | F.3 | France      | Anabaa          | Olivier Peslier       | Freddy Head        | Wertheimer & Frère              | Kip Deville        | Whatsthescript    | 1'33"40 |
| 2007  | Monmouth Park      | Kip Deville        | M.4 | États-Unis  | Kipling         | Cornelio Velasquez    | Richard Dutrow     | IEAH Stables et al              | Excellent Art      | Cosmonaut         | 1'39"78 |
| 2006  | Churchill Downs    | Miesque's Approval | M.7 | États-Unis  | Miesque's Son   | Eddie Castro          | Martin D. Wolfson  | Live Oak Plantation             | Aragorn            | Badge of Silver   | 1'34"75 |
| 2005  | Belmont Park       | Artie Schiller     | M.4 | États-Unis  | El Prado        | Garrett Gomez         | James Jerkens      | Timber Bay Farm/Th.J. Walsh     | Leroidesanimaux    | Gorella           | 1'36"10 |
| 2004  | Lone Star Park     | Singletary         | H.4 | États-Unis  | Sultry Song     | David R. Flores       | Don Chatlos        | Little Red Feather Stables      | Antonius Pius      | Six Perfections   | 1'36"90 |
| 2003  | Santa Anita Park   | Six Perfections    | F.3 | France      | Celtic Swing    | Jerry Bailey          | Pascal Bary        | Flaxman Holdings                | Touch of the Blues | Century City      | 1'33"86 |
| 2002  | Arlington Park     | Domedriver         | M.4 | France      | Indian Ridge    | Thierry Thulliez      | Pascal Bary        | Flaxman Holdings                | Rock of Gibraltar  | Good Journey      | 1'36"88 |
| 2001  | Belmont Park       | Val Royal          | M.5 | France      | Royal Academy   | Jose Valdivia, Jr.    | Julio Canani       | David S. Milch                  | Forbidden Apple    | Bach              | 1'32"05 |
| 2000  | Churchill Downs    | War Chant          | M.3 | États-Unis  | Danzig          | Gary Stevens          | Neil Drysdale      | Marjorie & Irving Cowan         | North East Bound   | Dansili           | 1'34"60 |
| 1999  | Gulfstream Park    | Silic              | M.4 | France      | Sillery         | Corey Nakatani        | Julio Canani       | J. Terrence Lanni               | Tuzla              | Docksider         | 1'34"20 |
| 1998  | Churchill Downs    | Da Hoss            | H.6 | États-Unis  | Gone West       | John R. Velazquez     | Michael Dickinson  | Prestonwood & Wallstreet        | Hawksley Hill      | Labeeb            | 1'35"20 |
| 1997  | Hollywood Park     | Spinning World     | M.4 | France      | Nureyev         | Cash Asmussen         | Jonathan Pease     | Flaxman Holdings                | Geri               | Decorated Hero    | 1'32"60 |
| 1996  | Woodbine Racetrack | Da Hoss            | H.4 | États-Unis  | Gone West       | Gary Stevens          | Michael Dickinson  | Prestonwood & Wallstreet        | Spinning World     | Same Old Wish     | 1'35"80 |
| 1995  | Belmont Park       | Ridgewood Pearl    | F.3 | Irlande     | Indian Ridge    | Johnny Murtagh        | John Oxx           | Anne Couighlan                  | Fastness           | Sayyedati         | 1'43"60 |
| 1994  | Churchill Downs    | Barathea           | M.4 | Royaume-Uni | Sadler's Wells  | Frankie Dettori       | Luca Cumani        | Cheikh Mohammed & G.W. Leigh    | Johann Quatz       | Unfinished Symph  | 1'34"40 |
| 1993  | Santa Anita Park   | Lure               | M.4 | États-Unis  | Danzig          | Mike E. Smith         | Shug McGaughey     | Claiborne Farm & The Game Corp. | Ski Paradise       | Fourstars Allstar | 1'33"40 |
| 1992  | Gulfstream Park    | Lure               | M.3 | États-Unis  | Danzig          | Mike E. Smith         | Shug McGaughey     | Claiborne Farm & The Game Corp. | Paradise Creek     | Brief Truce       | 1'32"80 |
| 1991  | Churchill Downs    | Opening Verse      | M.5 | États-Unis  | The Minstrel    | Pat Valenzuela        | Dick Lundy         | Allen E. Paulson                | Val des Bois       | Star of Cozzene   | 1'37"40 |
| 1990  | Belmont Park       | Royal Academy      | M.3 | Royaume-Uni | Nijinsky        | Lester Piggott        | Vincent O'Brien    | Classic Ire Stable              | Itsallgreektome    | Priolo            | 1'35"20 |
| 1989  | Gulfstream Park    | Steinlen           | M.6 | France      | Habitat         | José Santos           | D. Wayne Lukas     | Daniel Wildenstein              | Sabona             | Most Welcome      | 1'37"20 |
| 1988  | Churchill Downs    | Miesque            | F.4 | France      | Nureyev         | Freddy Head           | François Boutin    | Stávros Niárchos                | Steinlen           | Simply Majestic   | 1'38"60 |
| 1987  | Hollywood Park     | Miesque            | F.3 | France      | Nureyev         | Freddy Head           | François Boutin    | Stávros Niárchos                | Show Dancer        | Sonic Lady        | 1'32"80 |
| 1986  | Santa Anita Park   | Last Tycoon        | M.3 | France      | Try My Best     | Yves Saint-Martin     | Robert Collet      | Richard C. Strauss              | Palace Music       | Fred Astaire      | 1'35"20 |
| 1985  | Aqueduct Racetrack | Cozzene            | M.5 | États-Unis  | Caro            | Walter Guerra         | Jan Nerud          | John A. Nerud                   | Al Mamoon          | Shadeed           | 1'35"00 |
| 1984  | Hollywood Park     | Royal Heroine      | F.4 | Royaume-Uni | Lypheor         | Fernando Toro         | John Gosden        | Robert Sangster                 | Star Choice        | Cozzene           | 1'32"60 |